# 1656
Anul 1656 (MDCLVI) a fost un an bisect al calendarului gregorian, care a început într-o zi de sâmbătă.

## Nașteri
- 11 septembrie: Ulrica Eleonora a Danemarcei, soția regelui Frederic al III-lea al Danemarcei (d. 1693)
- 8 noiembrie: Edmond Halley, astronom și matematician englez (d. 1742)

## Decese
- 8 octombrie: Johann Georg I, Elector de Saxonia, 71 ani (n. 1585)
- 6 noiembrie: Regele Ioan al IV-lea al Portugaliei, 53 ani (n. 1603)